# Иванцево (Лихославльский район)
Иванцево — деревня в Лихославльском районе Тверской области.

## География
Находится в центральной части Тверской области на расстоянии приблизительно 11 км на север-северо-восток по прямой от районного центра города Лихославль.

## История
Деревня была отмечена ещё на карте Менде, состояние местности на которой соответствует 1848 году. В 1859 году здесь было учтено 10 дворов. В советское время работал колхозы «Красное Иванцево», «Рассвет» и им. Ленина, в 1972 году проживало 16 семей. До 2021 деревня входила в Сосновицкое сельское поселение Лихославльского района до его упразднения.

## Население
Численность населения: 61 человек (1859 год), 13 (русские 46 %, карелы 54 %) в 2002 году, 7 в 2010.

### Известные жители
- Найдёнов, Николай Александрович (1894—1969) — генерал-лейтенант интендантской службы (1943), начальник Военного факультета при Московском финансовом институте (1949—1953).